# Bornstaedt

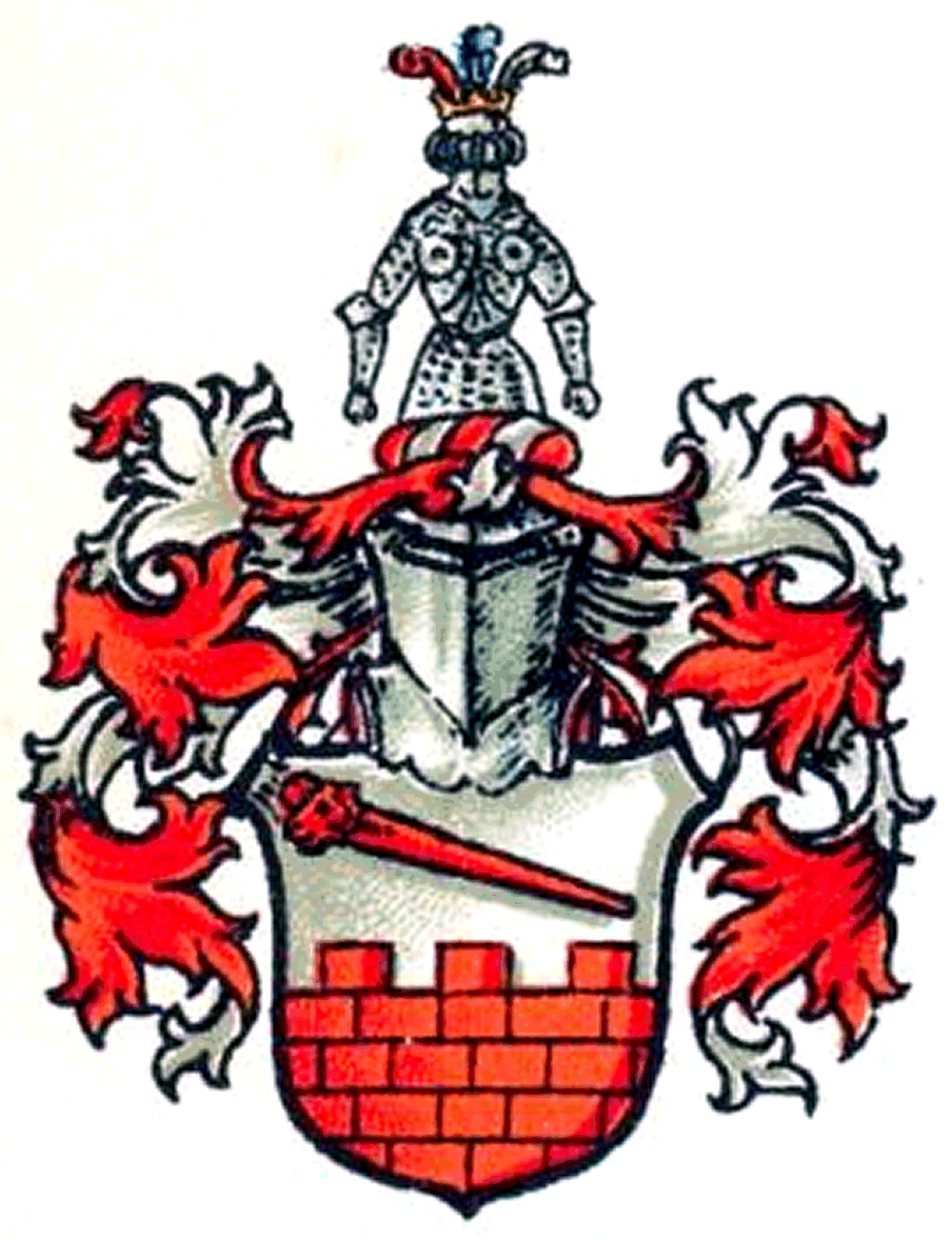
Wappen der Familie Bornstaedt

Bornstaedt war ein in Pommern ansässiges Adelsgeschlecht, das zum Thüringer Uradel gehört.

## Geschichte
Zuerst urkundlich erscheint die Familie mit dem gleichnamigen Stammhaus Bornstedt (bei Eisleben) mit Esiko de Bornstedte, dominus castri Bornstedt, im Jahr 1120. Sie teilte sich früh in vier Stämme, die Wappenvarianten führen, deren Zusammenhang aber nicht näher feststeht.
Die von Bornstaedt waren in Storkow, Kreis Saatzig, auf dem so genannten Pritzen-Gut begütert. Hauptmann August Wilhelm von Bornstaedt verkaufte das vom Vater ererbte Gut und zog nach Relzow in Vorpommern. Er kaufte das Gut 1802 von seinem Schwiegervater Bleichert von Wolffradt, mit dessen zweiter Tochter, Caroline, er verheiratet war. Deren Sohn Wilhelm von Bornstaedt trat 1843 in den Besitz von Relzow. Dieser hatte vorher über 18 Jahre im 4. Ulanenregiment gedient.
Als Gutsherren im Landkreis Greifswald waren sie Mitglied des ständischen Kreistages, deshalb hing im Kreishaus in Greifswald in einem Wappenfries der 24 Gutsherren und der drei Städte auch das Wappen der Familie. 
Im 18. und 19. Jahrhundert hatte ein Zweig der Familie Landbesitz im Dorf und Rittergut Groß Ehrenberg, das bis 1816 zum Kreis Pyritz in  Pommern gehört hatte und Anfang 1818 in den neumärkischen Kreis Soldin umgegliedert wurde.
Gemeinsam mit den magdeburgischen von Bornstedt wurde am 16. Oktober 1913 in Berlin ein Gesamtgeschlechtsverband gegründet.

## Wappen

### Uradel
Stamm A (Küstrinchen, vormals Bellin), sowie Stamm C (Dolgen): In Silber über eine roten Zinnenmauer ein schrägrechts liegender gestümmelter naturfarbener Ast mit drei (2:1) goldenen Blättern. Auf dem Helm mit rot-silbernen Decken drei (silbern, rot, blau) Straußenfedern.

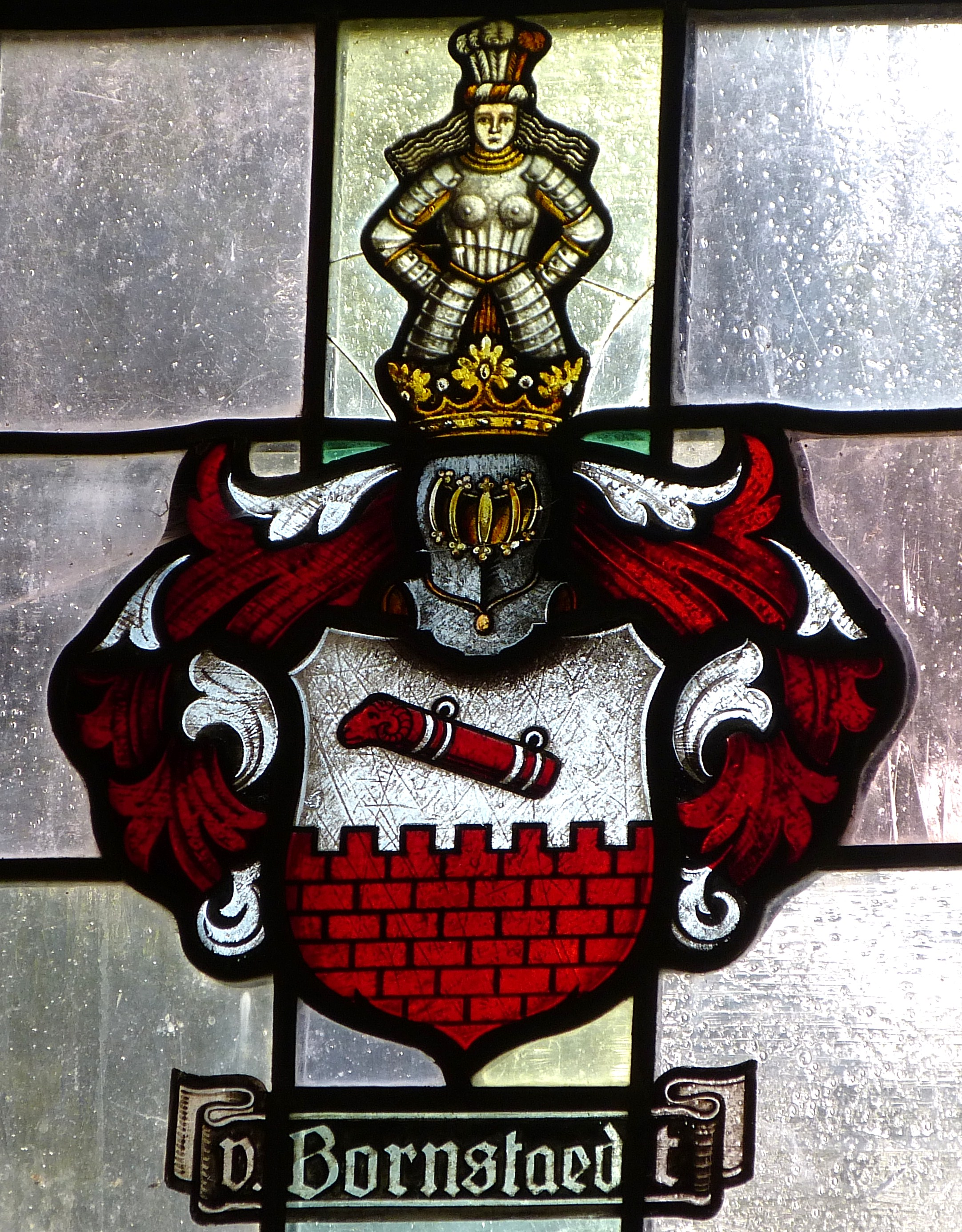
Wappen der Familie Bornstaedt in St. Marien (Ziethen bei Anklam)
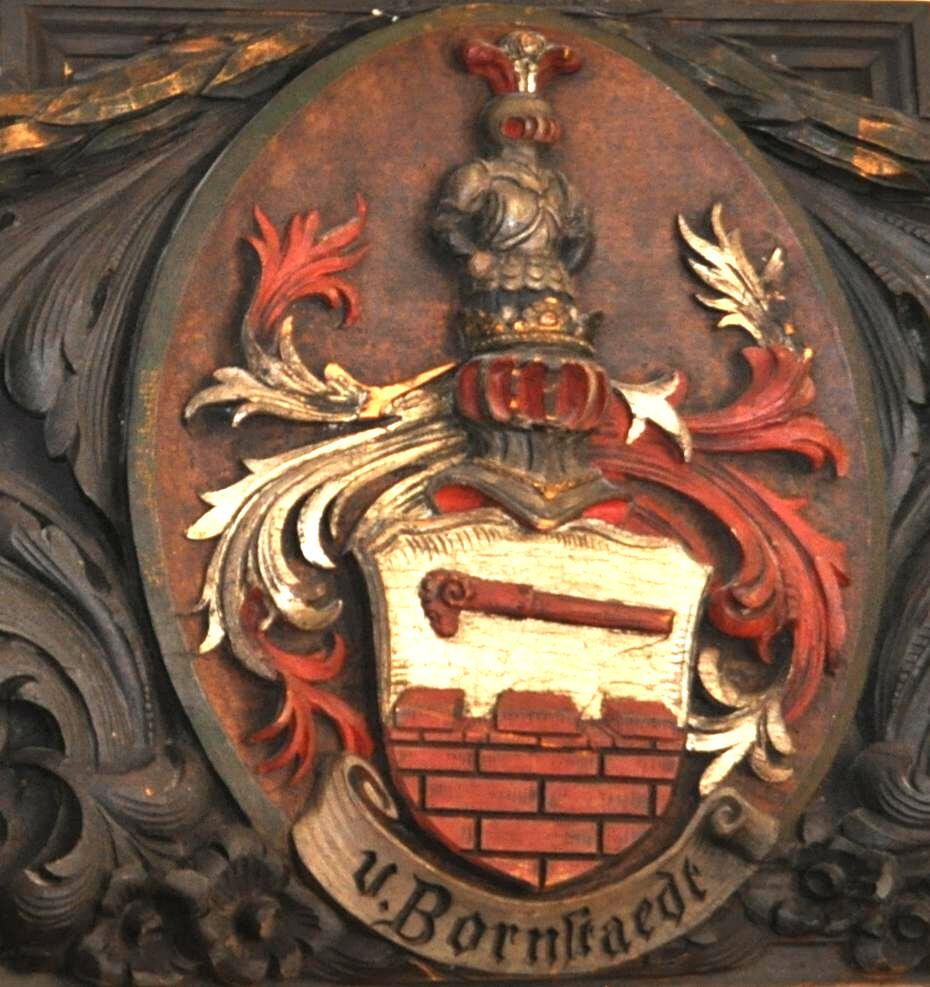
Wappen der Familie Bornstaedt im Kreishaus Greifswald

### Briefadel
Stamm B (Lauchstedt), sowie Stamm D (Relzow) und die Linie des 1787 adelslegitimierten August Wilhelm (1772–1841), natürlichen Sohns des preußischen Hauptmanns außer Diensten August Adam von Bornstaedt (1724–1801), auf Storkow: In Silber über einerv roten Zinnenmauer ein schrägrechts liegender roter Mauerbrecher. Auf dem Helm mit rot-silbernen Decken eine wachsende geharnischte Jungfrau mit drei (rot, blau, silbern) Straußenfedern auf dem Haupt.

## Angehörige
- Thomas Friedrich von Bornstedt (1655–1697), polnisch-sächsischer Generalmajor
- Heinrich Ehrentreich von Bornstedt (1654–1730), kursächsischen Generalleutnant
- Hans Ehrentreich von Bornstedt (1722–1807), preußischer Generalleutnant
- Wilhelmine Henriette Charlotte Sophie, geborene von Bornstedt (1768–1840), Ehefrau von Alexander Friedrich Carl Ludwig von Wangenheim
- Hans-Wilhelm von Bornstaedt (* 1928), Generalmajor der Bundeswehr

### Uradel
- Leopold von Zedlitz-Neukirch: Neues preussisches Adelslexicon. Band 1, Verlag Gebrüder Reichenbach, Leipzig 1836, S. 286–287. (Digitalisat)
- Julius Theodor Bagmihl: Pommersches Wappenbuch. Band 4, Selbstverlag, Stettin 1854, S. 97–98, u. Tfl. 36, Nr. 8. (Digitalisat)
- Leopold von Ledebur: Adelslexikon der preußischen Monarchie. Band 1, Ludwig Rauh, Berlin 1855, S. 89. (Digitalisat)
- Gothaisches Genealogisches Taschenbuch der Adeligen Häuser, Jg. 1, Justus Perthes, Gotha 1900, S. 103 ff. (Digitalisat), ff.  Gothaisches Genealogisches Taschenbuch der Uradeligen Häuser, Jg. 17, Justus Perthes, Gotha 1916, S. 108 ff., ff. (Ausgabe 1922 Digitalisat), ff. Gothaisches Genealogisches Taschenbuch der Adeligen Häuser 1935, 1939. Letztausgaben zugleich Adelsmatrikel der DAG.
- Walter von Hueck, Friedrich Wilhelm Euler: Genealogisches Handbuch des Adels, Adelslexikon, Band II, Band 58 der Gesamtreihe GHdA, C. A. Starke, Limburg an der Lahn 1974, S. 17–18. ISSN 0435-2408 ISBN 3-7980-0758-6
- Jahrbuch des Deutschen Adels, Band 3, W. T. Bruer’s Verlag, Berlin 1899 S. 35–45.

### Briefadel
- Gothaisches Genealogisches Taschenbuch der Briefadeligen Häuser 1916, Jg. 10, Justus Perthes, Gotha 1915, S. 74 f. Digitalisat
- Gothaisches Genealogisches Taschenbuch der Adeligen Häuser. B (Briefadel). 1939, Jg. 31, Justus Perthes, Gotha 1938. Zugleich Adelsmatrikel der DAG.
- Walter von Hueck: Genealogisches Handbuch der Adeligen Häuser. Adelige Häuser B (Briefadel / nach 1400 nobilitiert), Band XX, Band 104 der Gesamtreihe GHdA, C. A. Starke, Limburg an der Lahn 1993, S. 23 f.  ISSN 0435-2408 ISBN 3-7980-0804-3.

### Sekundärliteratur
- Georg Schmidt: Die Familie von dem Borne mit den namensverwandten Geschlechtern, In Commission P. Steffenhagen, Merseburg 1887. (Digitalisat)
- Bernd Jordan, Klaus Berge, Beate Lunze: Güter, Herrenhäuser und Familien um Lassan, in: Beiträge zur Lassaner Heimatgeschichte, Druckhaus Berlin-Mitte, Lassan, Berlin 2007.